# San Rafael del Refugio
San Rafael del Refugio är en ort i Mexiko.   Den ligger i kommunen Colotlán och delstaten Jalisco, i den centrala delen av landet, 500 km nordväst om huvudstaden Mexico City. San Rafael del Refugio ligger 1 748 meter över havet och antalet invånare är 168.
Terrängen runt San Rafael del Refugio är kuperad österut, men västerut är den platt. Runt San Rafael del Refugio är det mycket glesbefolkat, med 7 invånare per kvadratkilometer. Närmaste större samhälle är Colotlán, 13,8 km norr om San Rafael del Refugio. I omgivningarna runt San Rafael del Refugio växer huvudsakligen savannskog.